# Майдан-Новий
Майдан-Новий (пол. Majdan Nowy) — село в Польщі, у гміні Княжпіль Білгорайського повіту Люблінського воєводства. Населення — 734 особи (2011).

## Історія
За даними етнографічної експедиції 1869—1870 років під керівництвом Павла Чубинського, у селі переважно проживали римо-католики, меншою мірою — греко-католики, які розмовляли українською мовою.
1944 року польські шовіністи вбили в селі 17 українців.
У 1975—1998 роках село належало до Замойського воєводства.

## Демографія
Демографічна структура станом на 31 березня 2011 року:
|          | Загалом | Допрацездатний вік | Працездатний вік | Постпрацездатний вік |
| -------- | ------- | ------------------ | ---------------- | -------------------- |
| Чоловіки | 354     | 75                 | 254              | 25                   |
| Жінки    | 380     | 74                 | 237              | 69                   |
| Разом    | 734     | 149                | 491              | 94                   |